# Дофен, Клод (актёр)
Клод Дофе́н (фр. Claude Dauphin, при рождении Клод Мари Эжен Легран (фр. Claude Marie Eugène Legrand; 19 августа 1903, Корбей-Эсон, Эсон, Франция — 16 ноября 1978, Париж) — французский актёр.

## Биография
Клод Дофен родился 19 августа 1903 во Франции в городке Корбей-Эсон департамента Эсон в 30 км к югу от Парижа. Его отец был известным французским поэтом, который писал под псевдонимом Франк-Ноэн (настоящее имя — Морис Этьен Легран). Брат Клода Дофена — Жан Ноэн (фр., 1900—1981) — был ведущим на радио и телевидении.
Образование получил в Париже, сначала в школе «Fenelon» и в лицее «Кондорсе». Затем получил диплом парижского лицея «Louis de Grand» по специальности «литература и философия».
Начинал как художник-декоратор в театре «Одеон». Случай предоставил Клоду Дофену возможность стать актёром, когда нужно было подменить заболевшего актёра, и Клод за два часа сумел выучить роль и блестяще её сыграл. Это привлекло внимание известного французского драматурга и продюсера Тристана Бернара, и он пригласил начинающего актера на главную роль в следующей своей пьесе «Фортуна», которую через год, в 1931 году, адаптировали для киноэкрана.
Во время Второй мировой войны Клод Дофен был членом движения «Сопротивление». Служил во французской и союзнической армиях, был лейтенантом французской танковой части. Окончив в 1942 году съёмки в фильме «Прекрасное приключение», Дофен прибыл в Ниццу, чтобы сесть на британскую подводную лодку и отплыть на ней в Англию. В Лондоне служил офицером связи, после чего присоединился к Освободительной армии Шарля де Голля.

## Карьера
Проживая в Лондоне, Клод Дофен быстро выучил английский язык, работал офицером-переговорщиком между французским генералом Леклерком и американским генералом Паттоном. После войны много выступал в Нью-Йорке, на Бродвейской театральной сцене. Затем вернулся в Париж и остался работать во Франции.
Клод Дофен — автор книги «Последние тромбоны» (фр. Les Derniers Trombones), посвящённой последним крупным актёрам Франции, а также о забавных историях, что случались с ним во время съёмок фильма Этторе Скола «Самый прекрасный вечер в моей жизни» (1972), где он играл вместе с такими мастерами, как Мишель Симон, Пьер Брассёр и Шарль Ванель.
Клод Дофен снялся за свою долгую карьеру (с 1930 по 1978 годы) в более 130-ти фильмах. Занимался озвучиванием иностранных фильмов. Его голосом говорят во французских версиях многих фильмов, в том числе «Адская башня», американский актер Фред Астер, или Джон Марли — Джек Волтц, в фильме «Крёстный отец».

## Личная жизнь
Клод Дофен был женат трижды, в том числе на актрисе Марии Мобан (с 1953 по 1955 годы). Их сын — Жан-Клод Дофен (род. 16.03.1948) — тоже стал актёром. В 1955 году Дофен женился на американской актрисе Норме Эберхард. Пара проводила своё время между Парижем, Лос-Анджелесом, Нью-Йорком и городком Оушен Тауншип в штате Нью-Джерси. Они оставались вместе до самой смерти актёра в 1978 году.
В 1958 году от отношений с американской актрисой Рыжей Мишелль[уточнить] у Клода Дофен в Нью-Йорке родилась дочь, впоследствии тоже стала актрисой, — Антония Дофен.
Умер Клод Дофен в Париже в возрасте 75 лет от непроходимости кишечника. Похоронен на кладбище Пер-Лашез в Париже, участок 89.